# Ioannis Pesmazoglou
Ioannis „Giankos“ Pesmazoglou (griechisch Γιάγκος «Ιωάννης» Πεσμαζόγλου, * 1. März 1918 in Chios, Nördliche Ägäis; † 27. November 2003 in Athen) war ein griechischer Wirtschaftswissenschaftler und Politiker, der unter anderem 1974 kurzzeitig Finanzminister sowie von 1974 bis 1976 und erneut zwischen 1977 und 1981 Mitglied des Parlaments war. Nach dem Beitritt Griechenlands zu den Europäischen Gemeinschaften war er 1981 zunächst Delegierter zum Europäischen Parlament sowie nach der Europawahl in Griechenland 1981 zwischen 1981 und 1984 erstmals Mitglied des Europäischen Parlaments. Nachdem er von 1985 bis 1989 erneut Mitglied des griechischen Parlaments war, war er nach der Europawahl 1989 zwischen 1989 und 1994 abermals Mitglied des Europäischen Parlaments. 1996 war er zudem Präsident der Akademie von Athen.

## Leben
Ioannis Pesmazoglou absolvierte nach dem Besuch der Varvakeios-Schule ein Rechts-, Wirtschafts- und Politikwissenschaften an der Nationalen und Kapodistrias-Universität Athen und schloss seine Promotion zum Doktor der Wirtschaftswissenschaften an der University of Cambridge ab. Er war Assistenzprofessor und später Professor für Politische Ökonomie an der Universität Athen. Daneben war er von 1951 bis 1955 war er Generaldirektor des Koordinierungsministeriums sowie zeitweise Berater und zuletzt Vizegouverneur der Bank von Griechenland. Während der Militärdiktatur (April 1967 bis Juli 1974) wurde er 1968 mit einem Berufsverbot belegt und 1972 zunächst in den Regionalbezirk Grevena sowie danach nach Thermos verbannt.
Nach der Wiederherstellung der Demokratie wurde Pesmazoglou am 26. Juli 1974 Finanzminister im Kabinett Konstantinos Karamanlis V und bekleidete dieses Ministeramt bis zu seiner Ablösung durch Nikolaos Fotias am 9. Oktober 1974. Bei der Wahl am 17. November 1974 wurde er für die Zentrumsunion – Neue Kräfte EK-ND (Enosis Kendrou – Nees Dynamis) im Wahlkreis Athen erstmals zum Mitglied des Parlaments (Βουλή των Ελλήνων) gewählt und gehörte diesem nach seiner Wiederwahl am 20. November 1977 im Wahlkreis Athen A bis zum 19. September 1981 an, wobei er seit dem 25. Februar 1976 der Union der Demokratischen Mitte EDIK (Enosi Dimokratikou Kendrou) angehörte, die aus dem Zusammenschluss der EK-ND mit den beiden Kleinparteien Neue politische Kräfte NPD (Nees Politikes Dynamis) und Zentrumsdemokratische Union DEK (Dimokratiki Enosi Kendrou) entstanden war.
Nach dem Beitritt Griechenlands zu den Europäischen Gemeinschaften am 1. Januar 1981 wurde Ioannis Pesmazoglou für die Partei des Demokratischen Sozialismus KODISO (Komma Dimokratikou Sosialismou) zunächst Delegierter zum Europäischen Parlament. Bei der Europawahl in Griechenland am 18. Oktober 1981 gewann die Komma Dimokratikou Sosialismou 241.666 Prozent (4,3	Prozent) und damit einen Sitz, der von ihm als Mitglied des 1. Europäischen Parlaments eingenommen wurde. Er gehörte diesem vom 2. November 1981 bis zum 23. Juli 1984 als Fraktionsloser an und war in dieser Zeit Mitglied des Ausschusses für Außenwirtschaftsbeziehungen.
Nach seinem Ausscheiden aus der KODISO wurde Pesmazoglou bei der Parlamentswahl am 2. Juni 1985 als Parteiloser auf der Liste der am 4. Oktober 1974 von Konstantinos Karamanlis gegründeten liberal-konservativen Neuen Demokratie ND (Nea Dimokratia) im Wahlkreis Athen B erneut zum Mitglied des Parlaments gewählt und gehörte diesem bis zum 2. Juni 1989 an. Bei der Europawahl am 17. Juni 1989 wurde er für die ND wiederum zum Mitglied des 3. Europäischen Parlamentes gewählt, dem der vom 25. Juli 1989 bis zum 18. Juli 1994 angehörte. Während dieser Zeit schliss er sich der Fraktion der Europäischen Volkspartei (Christdemokraten) (EVP) an und war zwischen dem 11. April 1990 und dem 20. Januar 1992 sowie erneut vom 14. Mai 1992 bis zum 18. Juli 1994 Mitglied des Vorstands der EVP-Fraktion. Während seiner Mitgliedschaft im Europaparlament war er vom 26. Juli 1989 bis zum 14. Januar 1992 Mitglied des Politischer Ausschusses, zwischen dem 15. Januar 1992 und dem 18. Juli 1994 Mitglied des Ausschusses für auswärtige Angelegenheiten und Sicherheit sowie zugleich vom 28. Januar 1992 und dem 18. Juli 1994 auch Mitglied des Unterausschusses für Sicherheit und Abrüstung. Daneben war er noch vom 26. Juli 1989 bis zum 18. Juli 1994 Mitglied der Delegation für die Beziehungen zu den Vereinigten Staaten.
Ioannis Pesmazoglou, der 1992 Mitglied der Akademie von Athen wurde, übernahm als Nachfolger von Manusos Manusakas schließlich für das Jahr 1996 Präsident der Akademie von Athen und wurde für das akademische Jahr 1997 von Nicolaos Matsaniotis abgelöst. Ihm zu Ehren wurde am 16. Januar 2018 eine 6 Euro-Sammlermünze in der Serie „Griechische Ökonomen“ herausgegeben.